# Petite violette
Boloria dia
Espèce
La Petite violette (Boloria dia) est une espèce de lépidoptères de la famille des Nymphalidae et de la sous-famille des Heliconiinae.

## Description
C'est un papillon au dessus orange roux à suffusion basale marron peu étendue, orné de dessins de couleur marron, avec une ligne submarginale de triangles et une ligne de points postdiscaux. 
Le revers des ailes antérieures est semblable en plus clair avec à l'apex de petites taches nacrées, alors que les postérieures montrent des dessins caractéristiques avec des T blancs marginaux et des alignements de points noirs et de taches blanc nacré.

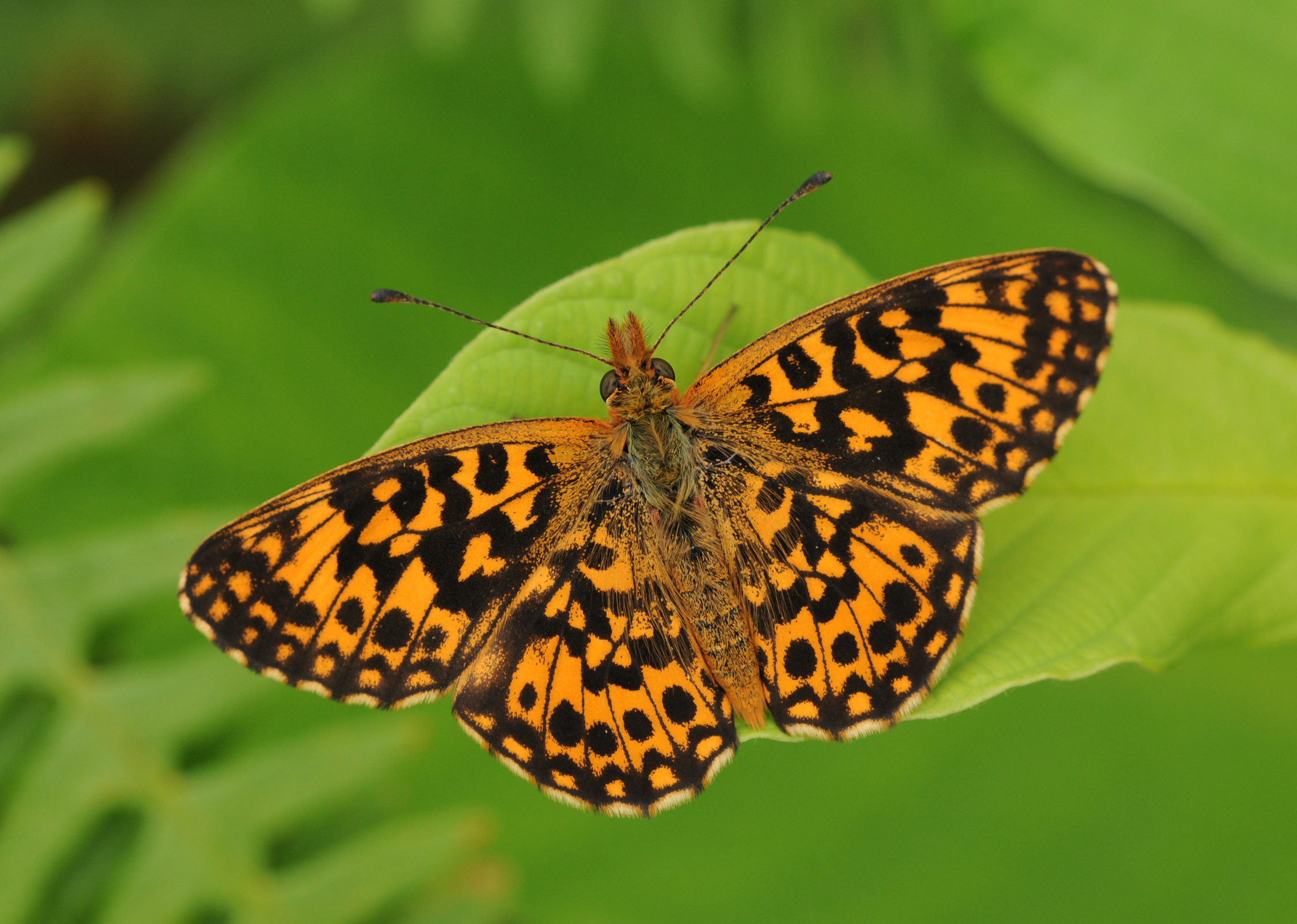
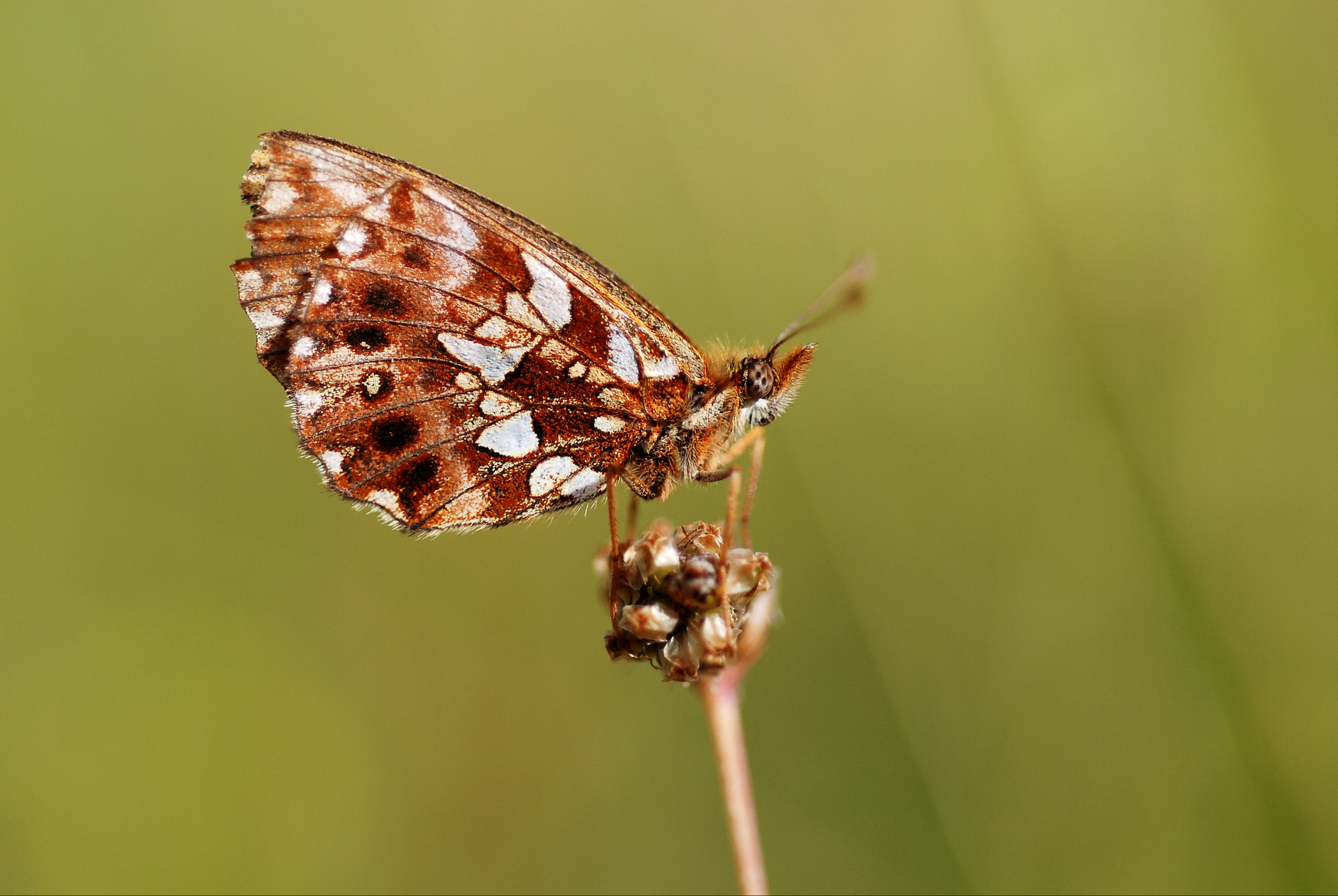
Le revers

## Biologie

### Période de vol et hivernation
Il vole en deux à trois générations entre avril et septembre.
Il hiverne à l'état de chenille formée dans l'œuf.

### Plantes hôtes
Ses plantes hôtes sont des Viola (Viola odorata, Viola hirta, Viola canina, Viola reichenbachiana, Viola tricolor), et hors d'Europe Prunella vulgaris et Rubus idaeus,.

## Écologie et distribution
La Petite violette réside en Eurasie dans l'ouest et le centre de l'Europe, et de l'ouest de la Sibérie à l'Altaï. 
En Europe elle est présente du nord de l'Espagne, de l'Italie et de la Grèce jusqu'en Pologne, dans les Balkans et en Turquie.
En France métropolitaine elle est présente dans tous les départements sauf la Corse, les Landes et les Côtes-d'Armor.

### Biotope
C'est un papillon des clairières fleuries. 

## Noms vernaculaires
- en français : la Petite violette
- en anglais : Weaver's fritillary, violet fritillary
- en allemand : Magerrasen-Perlmutterfalter, Hainveilchen-Perlmutterfalter
- en espagnol : Perlada Violeta[2]

## Systématique
L'espèce Boloria dia a été décrite par le naturaliste suédois Carl von Linné en 1767, sous le nom initial de Papilio dia.
Deux noms scientifiques sont en concurrence pour désigner l'espèce : Boloria dia pour les auteurs (actuellement majoritaires) qui privilégient une définition élargie du genre Boloria, et Clossiana dia pour ceux qui traitent Clossiana comme un genre distinct de Boloria.
Dans le premier cas, on peut écrire « Boloria (Clossiana) dia » pour signaler l'appartenance de l'espèce au sous-genre Clossiana.

### Synonymie
- Papilio dia Linnaeus, 1767
- Clossiana dia (Linnaeus, 1767)
- Argynnis dia diniensis Oberthür, 1909[5]

Plusieurs sous-espèces ont été décrites :
- Boloria (Clossiana) dia dia — dans l'Ouest de l'Europe
- Boloria (Clossiana) dia alpina (Elwes, 1899)
- Boloria (Clossiana) dia calida (Jachontov, 1911)
- Boloria (Clossiana) dia disconota (Krulikovsky, 1909) — dans le centre de l'Europe et l'Ouest de la Sibérie
- Boloria (Clossiana) dia semota Tuzov, 2000
- Boloria (Clossiana) dia setania (Fruhstorfer, 1909)

## La Petite violette et l'Homme

### Protection
En France elle est protégée dans la région Île-de-France, elle figure à l'article 1 de l'arrêté du 22 juillet 1993 concernant les insectes en région Île-de-France,.